# Абхайнагар (подокруг)
Абхайнагар (бенг. অভয়নগর, англ. Abhaynagar Upazila) — подокруг (упазила) в западной части Бангладеш. Входит в состав округа Джессор. Административный центр — город Абхайнагар.

## История
27 марта 1971 года, во время Войны за независимость Бангладеш, пакистанские войска расстреляли у железнодорожной станции Ноапара 17 бойцов Мукти-бахини, среди которых был помощник секретаря Авами лиги Назибор Рахман.
4 ноября 2005 года более 300 тыс. человек вышли протестовать против заболочивания почвы. Протестующие перекрыли автостраду Джессор-Кхулна. В ходе беспорядков получили ранения более 100 человек.

## Демография
По данным переписи 1991 года численность населения подокруга составляла 204 654 человек. Доля мужского населения составляла 52,06 %, женского — 47,94 %. 110 761 жителей было младше 18 лет. Уровень грамотности населения сташе 7 лет составлял 38,8 %, что выше среднего по Бангладеш уровня (32,4 %). Религиозный состав по переписи 1991 года: мусульмане — 95,5 %, индуисты — 4,4 %, прочие — 0,1 %.
По данным переписи 2011 года, население подокруга Абхайнагар составило 262 434 человек. Доля мужского населения — 50,24 %, женского — 49,76 %. Религиозный состав: мусульмане — 80,65 %, индуисты — 18,70 %, христиане — 0,10 %, другие — 0,55 %. Уровень грамотности населения — 59,8 %.

## Экономика
Основная отрасль экономики — сельское хозяйство: рис, пшеница, джут, картофель, лук, чеснок, бетель. Тектильная промышленность, добыча соли и производство цемента.

## Административное деление
Подокруг Абхайнагар состоит из одноимённого муниципалитета и восьми союзных паришад: Багхутия, Чалишия, Пайра, Прамбаг, Сиддхипаша, Сридхарпур, Субхапара и Сундоли. Союзные паришады, в свою очередь, поделены на 89 мауз и 106 сёл.